# Johan Patricny
Johan Patricny, född den 9 juni 1976 i Södertälje, är en svensk målare bosatt i Mariefred.
Patricny började 1995-1996 som assistent hos konstnären Odd Nerdrum i Oslo, Norge, och vidareutbildade sig 1998-2002 vid Statens Kunstakademi i samma stad. Patricny har blivit uppmärksammad främst som skicklig porträtt- och landskapsmålare och har bland annat gjort en del porträttkopior för exempelvis Svenska Akademien och Apotekarsocieteten i Stockholm samt entrémålningar för HSB fastigheter i Södertälje. Han är också sedan 2007 återkommande illustratör för tidskriften Axess magasin. Patricny har ställt ut i ett flertal länder, utanför Skandinavien bland annat USA och Tyskland. Han blev 2007 medlem i Konstnärsklubben.
Med sin klassiskt figurativa teknik rör sig Patricny sedan slutet av 1990-talet runt de målare och poeter som inspirerats av begreppet retrogardism och hans konst har tryckts i kretsens olika tidskrifter, primärt den i Oslo utgivna Kilden, men även i Aorta. 
Poeten Håkan Sandell har uttryckt sig enligt följande om Patricnys inspirationskällor: "Influenser kan spåras från det sluttande svenska 1800-talets oppositionsmålare i Konstnärsförbundet men paradoxalt nog också från den och den efterföljande generationsgrupperingens stränga lärare: akademisternas natur- och historiemålare. Mästare som Zorn och Liljefors skymtar därtill i bakgrunden."